# Alàs
Alàs es una localidad española del municipio de Alás Serch, perteneciente a la provincia de Lérida, en la comunidad autónoma de Cataluña.

## Historia
Hacia mediados del siglo XIX, el lugar, por entonces con ayuntamiento propio, tenía contabilizada una población de 289 habitantes. Aparece descrito en el primer volumen del Diccionario geográfico-estadístico-histórico de España y sus posesiones de Ultramar de Pascual Madoz de la siguiente manera:

ALAS: l. con ayunt. de la prov. de Lérida (20 1/2 leg.), part. jud., adm. de rent. y dióc. de la Seo de Urgel, (3/4), aud. terr. y c. g. de Barcelona (26); sit.: á la izq. del r. Segre al N. de una montaña, cuyos vientos son los que principalmente le combaten: su clima es muy agradable y sano. Tiene 45 casas bien dispuestas y una igl. parr. bajo la advocacion de S. Esteban; el curato se provee por oposicion en concurso general. Confina el térm. por el N. con los de la Seo de Urgel y Estamarin, por el E. con los de Torres y Vilanova de Bonat, por el S. otra vez con el de Vilanova, los de Oltado y Lleto, y por el O. con los de Ger Serch y el ya mencionado de Urgel: abraza 500 jornales de tierra, de los cuales se cultivan 30 de primera calidad, 180 de segunda, y 50 de tercera. El terreno participa de llano y monte, y es muy á propósito para todo género de simientes: el Segre le proporciona abundante riego, se vadea por medio de una palanca (puente de una ó dos tablas que se cruzan de una á otra márg. de algun r.). Otros dos barrancos ó arroyos que se desprenden de las montañas inmediatas corren por el térm. causando daños incalculables en las avenidas del verano. A medio cuarto de hora del pueblo pasa el camino que desde la Seo de Urgel se dirige á Puigcerdá, Ripoll, Vich y Gerona. Prod.: trigo, centeno, cebada, legumbres, vino y diferentes clases de frutas, entre las que se distinguen la manzana y pera, tanto de verano como de invierno, ya por su abundancia, ya por su muy esquisito gusto; cria ganado lanar, vacuno y de cerda. Pobl. 48 vec. 289 alm. cap. imp. 66,370 rs.: contr. 8,098 rs. 19 mrs.
(Madoz, 1845, pp. 197-198)

## Demografía
| Gráfica de evolución demográfica de Alás entre 1842 y 1960 |
| |
| Población de derecho según los censos de población del INE Población de hecho según los censos de población del INEEntre el censo de 1857 y el anterior, crece el término del municipio porque incorpora a 255373 (Torres de Alás) Entre el censo de 1970 y el anterior, este municipio desaparece porque se integra en el municipio 25005 (Alás Serch) |

En la actualidad pertenece al municipio de Alàs i Cerc. En 2022, la entidad singular de población tenía empadronados 183 habitantes y el núcleo de población 177 habitantes.